# Bohuslavice u Zlína
Bohuslavice u Zlína é uma comuna checa localizada na região de Zlín, distrito de Zlín.